# معهد الثقافة الإفريقي العربي
معهد الثقافة الأفريقي العربي هي منظمة ثقافية تقع في العاصمة المالية باماكو. تأسس المعهد في أبريل من العام 2002 لتعزيز العلاقات والتبادل الثقافي بين الشعوب الأفريقية والعربية. أهداف المعهد تم إعادة وضعها عدة مرات منذ الإنشاء وهناك خطط لتحويله إلى المعهد العربي الإفريقي للدراسات الثقافة والاستراتيجية الذي يعزز التوجه الحالي في البحث والتبادل الثقافي.